# Эммануил Россете

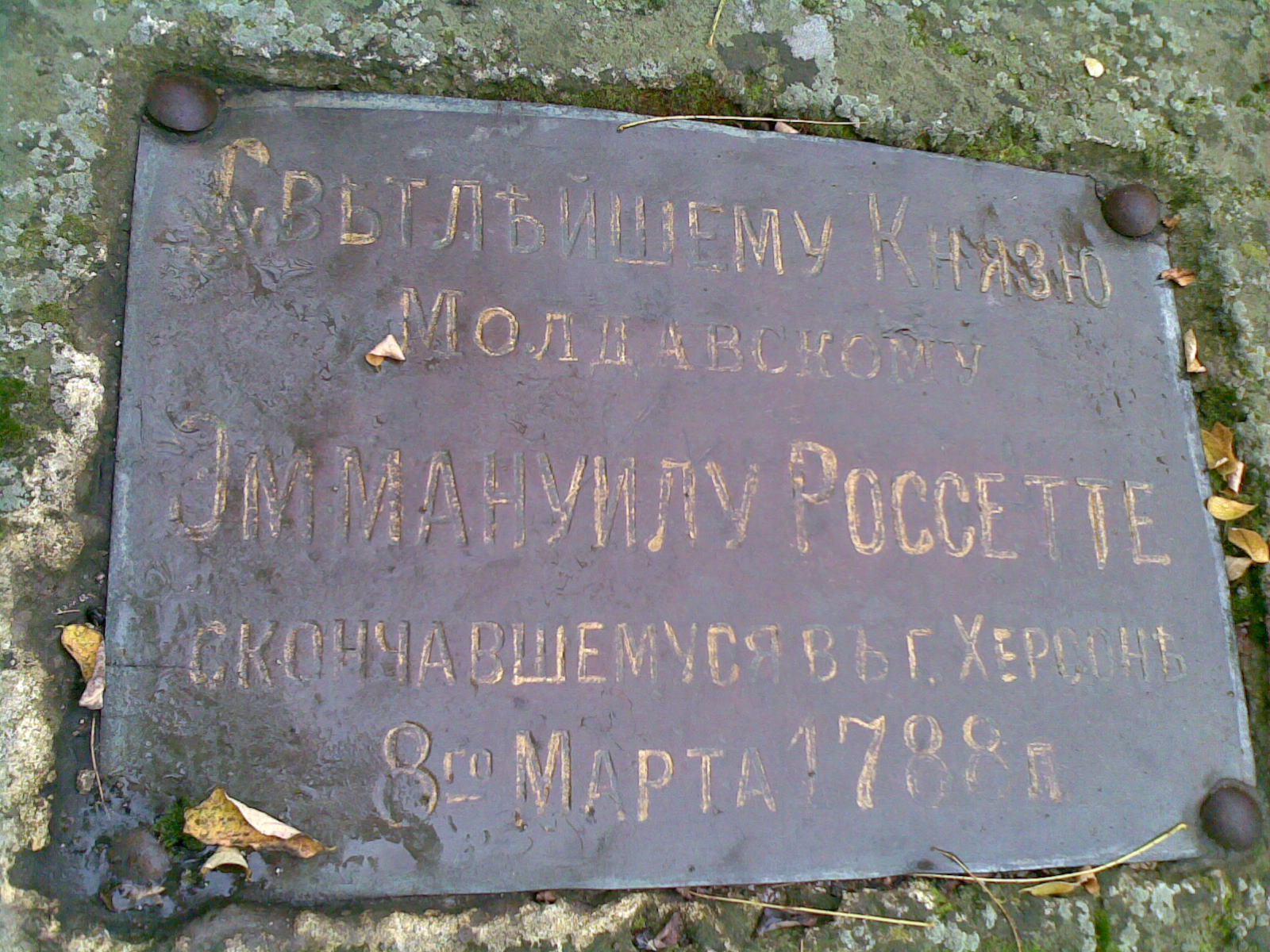
Могила Россете в Херсоне

Эммануил Россете (Эммануил (Маноле) Джани-Русет, молд. Эммануэл Джани-Русет; 1715—1794) — господарь Молдавского княжества с мая по октябрь 1788 года, господарь Валахии с мая 1770 года по октябрь 1771 года. Фанариот.
С 1788 по 1791 годы Молдавское княжество управлялось Русской военной администрацией.

## Биография
Молдавский князь, состоявший на турецкой службе. По национальности грек.
Родился в 1715 году.
Находился на военной службе в вооружённых силах Османской империи. Инициативный и смелый офицер привлёк внимание султана Османа III и в 1755 году последний назначает его Кишинёвским сардарем (командующий полевой армией).
Правитель Валахии с мая 1770 по октябрь 1771.
11 мая 1788 года был назначен господарем Молдовы.
После падения Очакова перешёл на сторону России. Поселился в Херсоне.

### Интересный факт
На могильной плите Россете указана дата 8 марта 1788 года, это скорее всего ошибка, так как господарем он был с мая по октябрь 1788 года.
Грек Маноле Жиани Русет, он же молдавский князь Эммануил Россете, умер 8 марта 1794 года в Херсоне. Ему было 79 лет. Через четыре дня с соответствующими почестями князь был погребен в ограде Екатерининского собора. В 70-е годы XIX века при реставрации надгробия князя была установлена бронзовая плита, на которой была ошибочно указана дата смерти — 1788 год.